# Diocèse de Lincoln (Nebraska)
Le diocèse de Lincoln (Dioecesis Lincolnensis) est un siège de l'Église catholique aux États-Unis au Nebraska, suffragant de l'archidiocèse d'Omaha. Il comprend la majorité des portions centrales et orientales de l'État au sud de la Platte River. La cathédrale du diocèse est la cathédrale du Christ-Ressuscité, sise à Lincoln. Le siège est tenu par Mgr James Conley.

## Histoire

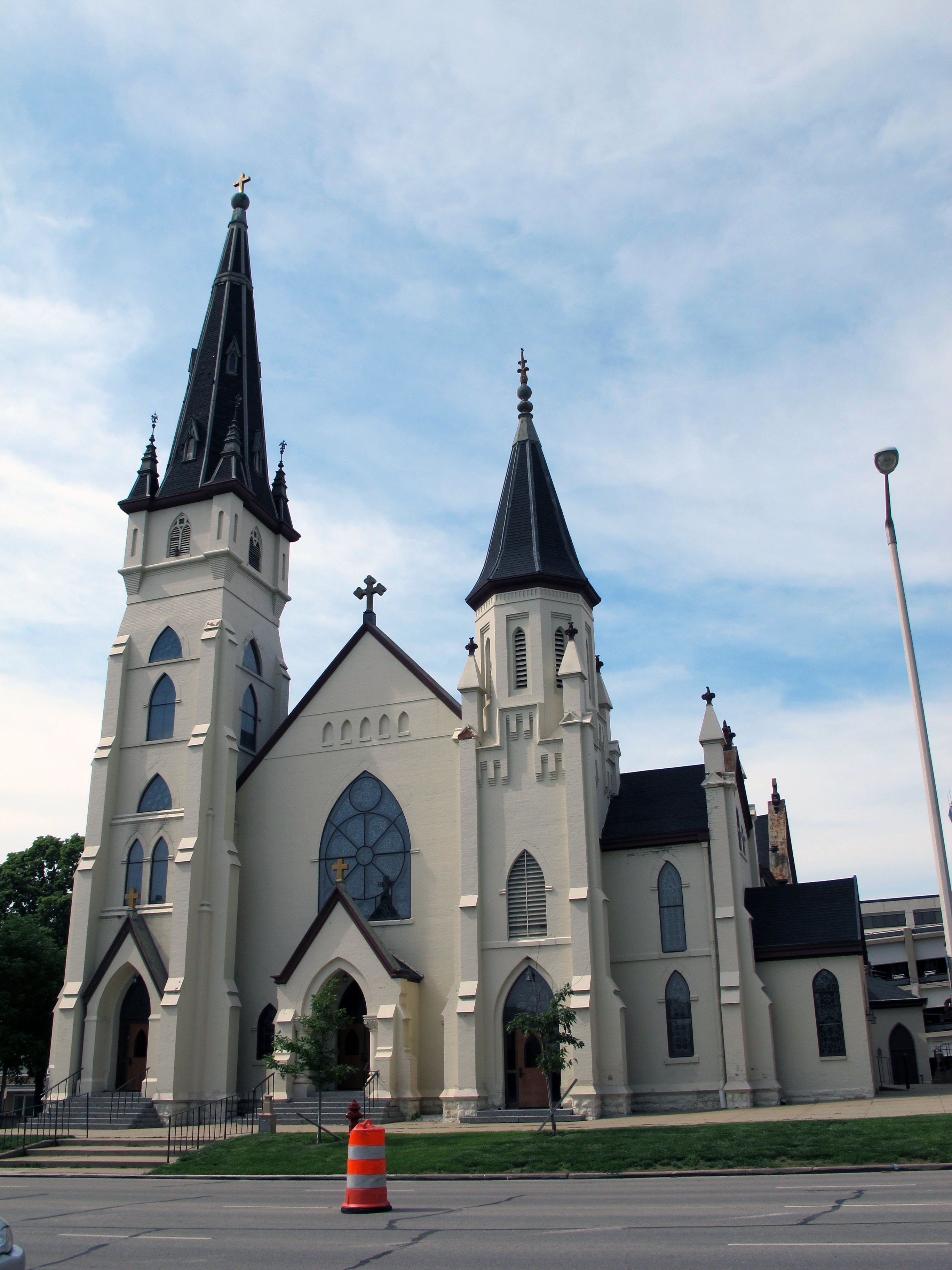
L'église Sainte-Marie était la première cathédrale du diocèse.

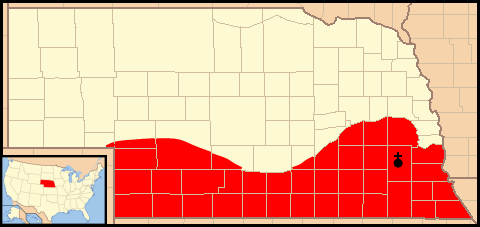
Localisation.

Ce diocèse est érigé le 2 août 1887 par Léon XIII recevant son territoire du diocèse d'Omaha,. Il est à l'origine suffragant de l'archidiocèse de Dubuque, puis à partir de 1945 de celui d'Omaha.
En 1996, son évêque Mgr Fabian Bruskewitz  émet une déclaration selon laquelle il interdit aux catholiques du diocèse de faire partie de certaines organisations, dont la Fraternité sacerdotale Saint-Pie-X, Call to Action, Planned Parenthood, Catholics for a Free Choice, la Hemlock Society (en faveur de l'euthanasie), et divers groupes francs-maçons, sous peine d'excommunication.

## Statistiques
- En 1950, le diocèse comptait 39.695 baptisés pour 556.687 habitants (7,1%), 177 prêtres (156 diocésains et 21 réguliers), 35 religieux et 222 religieuses dans 141 paroisses

%En 1966, le diocèse comptait 57.459 baptisés pour 525.459 habitants (10,9%), 174 prêtres (150 diocésains et 24 réguliers), 45 religieux et 287 religieuses dans 139 paroisses  
- En 1976, le diocèse comptait 62.453 baptisés pour 507.133 habitants (12,3%), 132 prêtres (112 diocésains et 20 réguliers), 29 religieux et 198 religieuses dans 133 paroisses
- En 1990, le diocèse comptait 78.599 baptisés pour 521.510 habitants (15,1%), 136 prêtres (123 diocésains et 13 réguliers), 27 religieux et 176 religieuses dans 133 paroisses
- En 2000, le diocèse comptait 88.056 baptisés pour 516.662 habitants (17%), 146 prêtres (135 diocésains et 11 réguliers), 2 diacres permanents, 19 religieux et 135 religieuses dans 136 paroisses
- En 2010, le diocèse comptait 95.445 baptisés pour 580.275 habitants (16,4%), 151 prêtres (141 diocésains et 10 réguliers), 3 diacres permanents, 85 religieux et 137 religieuses dans 133 paroisses
- En 2016, le diocèse comptait 97.597 baptisés pour 606.212 habitants (16,1%), 163 prêtres (152 diocésains et 11 réguliers), 2 diacres permanents, 96 religieux et 138 religieuses dans 134 paroisses[5].

Le diocèse a la particularité d'avoir des vocations sacerdotales nombreuses.

## Écoles secondaires
- Aquinas High School, David City
- Sacred Heart High School, Falls City
- St. Cecilia High School, Hastings
- Lourdes Central Catholic High School, Nebraska City
- Pius X High School, Lincoln
- Bishop Neumann High School, Wahoo

### Articles liés
- Liste des juridictions catholiques aux États-Unis
- Église catholique aux États-Unis